# Badia di San Bartolomeo (Capannori)
La badia di San Bartolomeo è un edificio sacro che si trova in località Badia di Cantignano a Capannori.

## Storia e descrizione
Fondata nel VII-VIII secolo, presenta la tipica pianta abbaziale a navata unica con abside e transetto risalente all'XI secolo. Nel XVIII secolo la facciata fu sostituita da una nuova, cui è oggi addossato un portico. La curva absidale ed il tratto destro del transetto incorporano in base e per tre metri in alzato il paramento murario altomedievale. Integro è l'apparato decorativo dell'abside, dove, al di sopra della muratura altomedievale, il paramento diviene regolare, articolato in filari di bozze ben squadrate, con una decorazione ad ampie archeggiature doppie su lesene pensili. All'interno, è emersa nella zona presbiteriale una rara decorazione ad affresco dell'XI-XII secolo. Si conserva anche una Madonna in trono e i Santi Bartolomeo e Martino di Agostino Marti (1516). Il campanile ospita due campane manuali fuse dai lucchesi Lera, la piccola risale al 1862 mentre la grossa è stata rifusa il 25 settembre 1946.